# Leo Klein Gebbink
Leo Klein Gebbink (* 9. Januar 1968 in Zelhem, Bronckhorst) ist ein ehemaliger niederländischer Hockeyspieler, der bei den Olympischen Spielen 1996 und der Weltmeisterschaft 1998 die Goldmedaille gewann, bei der Weltmeisterschaft 1994 gewann er die Silbermedaille.

## Sportliche Karriere
Der 1,82 m große Leo Klein Gebbink bestritt als Verteidiger oder defensiver Mittelfeldspieler zwischen 1990 und 1998 insgesamt 143 Länderspiele für die niederländische Nationalmannschaft.
Bei den Olympischen Spielen 1992 in Barcelona belegten die Niederländer in der Vorrunde den zweiten Platz hinter der Mannschaft Pakistans, im direkten Vergleich unterlagen die Niederländer mit 2:3. Nach der Halbfinalniederlage gegen die Australier, bei der Klein Gebbink nicht dabei war, trafen die Niederländer im Spiel um die Bronzemedaille wieder auf Pakistan und unterlagen mit 3:4. Zwei Jahre später im Finale der Weltmeisterschaft 1994 spielten Pakistan und die Niederlande erneut gegeneinander und wieder siegte die Mannschaft Pakistans. 1996 nahm Klein Gebbink an den Olympischen Spielen 1996 in Atlanta teil. Die Niederländer gewannen ihre Vorrundengruppe und bezwangen im Halbfinale die Deutschen mit 3:1. Im Finale siegten sie mit 3:1 über die spanische Mannschaft. Die Weltmeisterschaft 1998 fand in Utrecht statt. In der Vorrunde belegten die Niederländer den zweiten Platz hinter der deutschen Mannschaft, wobei das direkte Duell mit 5:1 für die Deutschen endete. Im Halbfinale bezwangen die Niederländer die Australier mit 6:2 und trafen im Finale auf die Spanier. Das Finale endete mit 3:2, Teun de Nooijer erzielte das Golden Goal in der Verlängerung.
Leo Klein Gebbink ist mit der Hockeyspielerin Jeannette Lewin verheiratet.